# Melaneremus nigrosignatus
Melaneremus nigrosignatus är en insektsart som först beskrevs av Brunner von Wattenwyl 1893.  Melaneremus nigrosignatus ingår i släktet Melaneremus och familjen Gryllacrididae. Inga underarter finns listade i Catalogue of Life.